# Enrico Manfredini

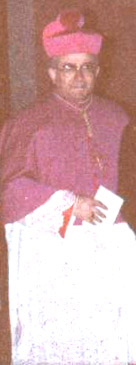
Enrico Manfredini (1982)

Enrico Manfredini (* 20. Januar 1922 in Suzzara, Provinz Mantua, Italien; † 16. Dezember 1983 in Bologna) war Erzbischof von Bologna.

## Leben
Manfredini studierte Theologie am Priesterseminar des Erzbistums Mailand in Venegono Inferiore und empfing am 26. Mai 1945 die Priesterweihe. In Venegono Inferiore lernte er auch Luigi Giussani kennen, den späteren Gründer der Bewegung Comunione e Liberazione. 1956 wurde er innerhalb des Erzbistums Mailand Diözesanassistent der Katholischen Aktion. Ab 1963 war er als Propst in Varese tätig und nahm als Auditor am Zweiten Vatikanischen Konzil teil.
Papst Paul VI. ernannte ihn am 4. Oktober 1969 zum Bischof von Piacenza. Die Bischofsweihe spendete ihm am 4. November desselben Jahres Giovanni Kardinal Colombo, Erzbischof von Mailand. Mitkonsekratoren waren Manfredinis Vorgänger Umberto Malchiodi und Giuseppe Schiavini, Weihbischof im Erzbistum Mailand. Als Zeichen der Demut nahm Manfredini zunächst kein Bischofswappen an.
Papst Johannes Paul II. ernannte ihn am 18. März 1983 zum Erzbischof von Bologna. Während seiner Amtszeit gründete er das Centro Culturale di Bologna Enrico Manfredini. Am 9. Juni 1983 wurde Manfredini Präsident der Bischofskonferenz der Emilia-Romagna. Nur neun Monate nach seiner Ernennung starb er plötzlich im Alter von 61 Jahren.